# USS Antietam (CV-36)
USS Antietam (CV/CVA/CVS-36) là một trong số 24 tàu sân bay thuộc lớp Essex của Hải quân Hoa Kỳ được hoàn tất trong hoặc ngay sau Thế Chiến II. Đây là chiếc tàu chiến thứ hai của Hải quân Mỹ mang cái tên này, được đặt theo trận Antietam (Maryland) vào thời Nội chiến Hoa Kỳ. Antietam được đưa vào hoạt động vào tháng 1 năm 1945, quá trễ để có thể tham gia vào Chiến tranh Thế giới thứ hai. Sau một thời gian ngắn phục vụ tại Viễn Đông, nó được cho ngừng hoạt động vào năm 1949; nhưng sự bùng nổ của Chiến tranh Triều Tiên buộc phải đưa nó ra hoạt động trở lại, nơi nó đã phục vụ và được tặng thưởng hai Ngôi sao Chiến trận. Vào đầu những năm 1950, nó được xếp lại lớp thành một tàu sân bay tấn công với ký hiệu CVA, rồi sau đó thành một tàu sân bay chống tàu ngầm với ký hiệu CVS. Sau khi cuộc xung đột tại Triều Tiên chấm dứt, nó trải qua phần còn lại của cuộc đời phục vụ tại Đại Tây Dương, vùng biển Caribbe và Địa Trung Hải. Từ năm 1957 cho đến khi ngưng hoạt động, nó phục vụ như một tàu sân bay huấn luyện của Hải quân Mỹ ngoài khơi Florida.
Antietam được trang bị một cầu tàu nhô ra bên mạn trái vào năm 1952, khiến nó trở thành chiếc tàu sân bay đầu tiên trên thế giới có một sàn đáp chéo góc thực sự. Nhưng con tàu không được nhận thêm bất kỳ một sự cải tiến hiện đại hóa nào khác, nên trong suốt quãng đời phục vụ nó vẫn giữ lại dáng dấp của một con tàu lớp Essex thời Đệ Nhị thế chiến. Nó được cho ngừng hoạt động vào năm 1963, và được bán để tháo dỡ vào năm 1974.

## Thiết kế và chế tạo
Antietam là một tàu sân bay dạng thân dài thuộc phân lớp Ticonderoga trong lớp Essex. Nó được đặt lườn vào ngày 15 tháng 3 năm 1943 tại Xưởng hải quân Philadelphia New York; được hạ thủy vào ngày 20 tháng 8 năm 1944, được đỡ đầu bởi bà Millard E. Tydings, phu nhân Thượng nghị sĩ Millard Tydings thuộc tiểu bang Maryland; và được đưa vào hoạt động ngày 28 tháng 1 năm 1945, dưới sự chỉ huy của Hạm trưởng, Đại tá Hải quân James R. Tague.

## Lịch sử hoạt động

### Thế Chiến II và cuộc chiếm đóng Nhật Bản
Chiếc tàu sân bay hoàn tất việc trang bị tại Philadelphia vào ngày 2 tháng 3 năm 1945, khi nó lên đường để chạy thử máy. Antietam đi đến Hampton Roads ngày 5 tháng 3 và thực hiện các hoạt động ngoài khơi Norfolk cho đến ngày 22 tháng 3, khi nó rời vịnh Chesapeake hướng đến Trinidad ở Tây Ấn thuộc Anh. Sau khi kết thúc chuyến đi chạy thử máy, Antietam quay trở về Philadelphia ngày 28 tháng 4 thực hiện các hiệu chỉnh sau thử máy. Nó hoàn tất các công việc sửa chữa vào ngày 19 tháng 5 và rời Philadelphia cùng ngày hôm đó. Sau một chặng dừng ba ngày tại Norfolk, chiếc tàu chiến tiếp tục hành trình đi đến kênh đào Panama cùng các tàu khu trục Higbee (DD-806), George W. Ingram (APD-43) và Ira Jeffery (APD-44). Nó đi đến Cristóbal vào ngày 31 tháng 5, băng qua kênh đào ngày hôm sau, rồi tiếp tục hành trình dọc bờ biển đến San Diego. Nó dừng tại San Diego từ ngày 10 đến ngày 13 tháng 6 trước khi bắt đầu chặng đầu tiên của chuyến đi vượt Thái Bình Dương. Antietam đi đến Trân Châu Cảng ngày 19 tháng 6, và ở lại vùng biển ngoài khơi quần đảo Hawaii tiến hành các hoạt động huấn luyện cho đến ngày 12 tháng 8. Ngày hôm đó, nó lên đường hướng sang khu vực Tây Thái Bình Dương.
Ba ngày sau khi rời Oahu, nó nhận được tin tức về việc Nhật Bản đã chấp nhận đầu hàng và kết thúc các hoạt động chiến sự. Do đó, vào lúc Antietam đi đến đảo san hô Eniwetok ngày 19 tháng 8, nhiệm vụ giao cho nó được thay đổi sang hỗ trợ cho việc chiếm đóng Nhật Bản. Ngày 21 tháng 8, Antietam rời vũng biển san hô cùng với tàu sân bay hạng nhẹ Cabot (CVL-28) và các tàu khu trục hộ tống hướng đến Nhật Bản. Trên đường đi, chiếc tàu sân bay bị hư hỏng nhẹ bên trong, buộc nó phải ghé qua cảng Apra, Guam, để xem xét. Sau khi xác định các hư hỏng nhẹ không ảnh hưởng đến hoạt động thông thường, Antietam tiếp tục hành trình vào ngày 27 tháng 8; tuy nhiên vào lúc đó, điểm đến của nó đã được thay đổi đến bờ biển châu Á. Nó ghé qua Okinawa từ ngày 30 tháng 8 đến ngày 1 tháng 9, rồi đi đến vùng biển ngoài khơi Trung Quốc gần Thượng Hải vào ngày hôm sau.
Chiếc tàu sân bay tiếp tục ở lại khu vực Viễn Đông trong hơn ba năm sau đó. Thoạt tiên nó hoạt động tại khu vực Hoàng Hải trong khi các liên đội không quân của nó hỗ trợ cho hoạt động chiếm đóng của lực lượng Đồng Minh tại khu vực Bắc Trung Quốc, Mãn Châu và Triều Tiên. Sau đó, phi công của chiếc tàu sân bay thực hiện các nhiệm vụ trinh sát tại khu vực xảy ra cuộc nội chiến giữa các lực lượng cộng sản và quốc gia, mà kết quả cuối cùng là lực lượng Quốc dân đảng của Tưởng Giới Thạch phải tháo chạy khỏi lục địa sang Đài Loan và sự thành lập nhà nước cộng sản Cộng hòa Nhân dân Trung Hoa của Mao Trạch Đông. Trong suốt giai đoạn này, Antietam còn ghé thăm các cảng Nhật Bản, Philippines, Okinawa và quần đảo Mariana. Vào đầu năm 1949, nó kết thúc chuyến phục vụ tại Viễn Đông và quay về Hoa Kỳ để được cho tạm ngưng hoạt động.

### Chiến tranh Triều Tiên

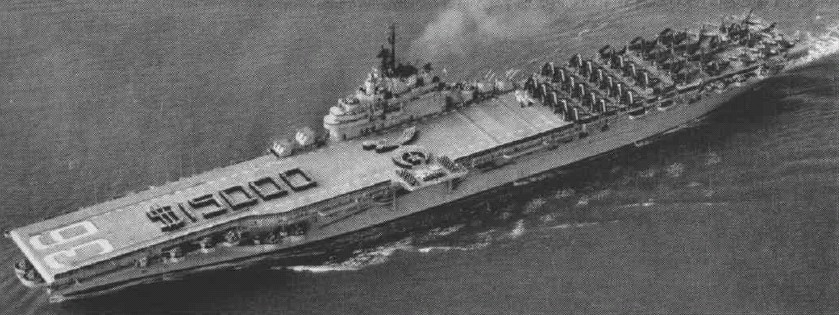
Antietam quay về từ Triều Tiên vào tháng 3 năm 1952

Antietam ở lại thành phần dự bị tại Alameda, California cho đến mùa Hè năm 1950, khi lực lượng Bắc Triều Tiên bất ngờ tấn công lãnh thổ Nam Triều Tiên, khiến Chiến tranh Triều Tiên bùng nổ. Con tàu bắt đầu được chuẩn bị cho tái hoạt động vào ngày 6 tháng 12 và chính thức nhập biên chế trở lại vào ngày 17 tháng 1 năm 1951 dưới quyền chỉ huy của hạm trưởng, Đại tá Hải quân George J. Dufek. Chiếc tàu sân bay bắt đầu tiến hành chạy thử máy, huấn luyện và chuẩn nhận hoạt động trên tàu sân bay cho các liên đội máy bay phối thuộc dọc theo bờ biển California, trước tiên tại khu vực ngoài khơi Alameda, và kể từ ngày 14 tháng 5, ngoài khơi San Diego. Nó thực hiện một chuyến đi đến Trân Châu Cảng rồi quay trở về San Diego vào tháng 7 và tháng 8 năm 1951 trước khi lên đường ngày 8 tháng 9 hướng sang Viễn Đông.
Antietam đến nơi vào cuối mùa Thu, và đến cuối tháng 11 bắt đầu đợt bố trí tác chiến duy nhất trong suốt cuộc đời hoạt động của nó. Trong đợt này, chiếc tàu sân bay thực hiện bốn chuyến đi cùng Lực lượng Đặc nhiệm 77 đến khu vực chiến sự ngoài khơi bờ biển Triều Tiên. Giữa các chuyến đi, nó quay về Yokosuka, Nhật Bản. Lực lượng không quân của nó thực hiện nhiều loại phi vụ khác nhau nhằm hỗ trợ cho lực lượng Liên Hợp Quốc chiến đấu chống lại lực lượng Bắc Triều Tiên. Các phi vụ này bao gồm tuần tra chiến đấu, phá hủy các con đường tiếp liệu, đặc biệt là các cơ sở hạ tầng đường sắt và đường bộ, trinh sát, tuần tra chống tàu ngầm và đột kích ban đêm. Từ cuối tháng 11 năm 1951 đến giữa tháng 3 năm 1952, các liên đội không quân của Antietam đã thực hiện gần 6.000 phi vụ các loại. Nó quay về Yokosuka vào ngày 21 tháng 3 năm 1952, kết thúc đợt hoạt động thứ tư cùng Lực lượng Đặc nhiệm 77, và chuẩn bị cho hành trình quay trở về Hoa Kỳ.

### Những năm sau đó

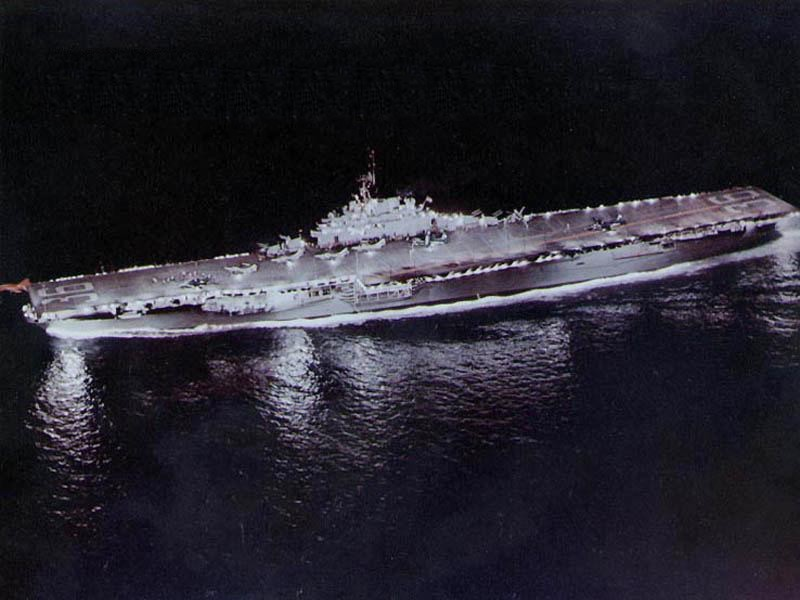
Hoạt động bay đêm trên chiếc Antietam

Chiếc tàu sân bay quay trở về nhà vào tháng 4 năm 1952, và được đưa về Hạm đội Dự bị Thái Bình Dương một thời gian ngắn. Nó được cho hoạt động trở lại vào cuối mùa Hè năm đó, và đến tháng 8 Antietam đi băng qua kênh đào Panama gia nhập Hạm đội Đại Tây Dương. Sang tháng 9, chiếc tàu sân bay vào Xưởng hải quân New York để được cải tiến đáng kể; và sang tháng 10, nó được xếp lại lớp thành một tàu sân bay tấn công với ký hiệu CVA-36. Cuối cùng vào tháng 12 Antietam ra khỏi xưởng tàu với một sàn đáp chéo góc đầu tiên trên thế giới, không tính đến các thử nghiệm ban đầu với những lằn sơn chéo trên một đường băng thẳng. Nó hoạt động ngoài khơi Quonset Point, Rhode Island cho đến đầu năm 1955. Trong giai đoạn này nó tham gia nhiều cuộc tập trận của toàn hạm đội cũng như riêng lẻ.
Sau khi được xếp lại lớp thành một tàu sân bay chống tàu ngầm và mang ký hiệu lườn CVS-36 vào tháng 8 năm 1953, Antietam tập trung vào việc huấn luyện hoàn thiện kỹ năng tìm và diệt tàu ngầm. Vào tháng 1 năm 1955, nó thực hiện một chuyến đi đến khu vực Địa Trung Hải nơi nó phục vụ cùng Đệ Lục hạm đội cho đến tháng 3. Quay trở lại nhiệm vụ chống tàu ngầm cùng với lực lượng hạm đội Đại Tây Dương, nó hoạt động dọc theo bờ Đông Hoa Kỳ cho đến mùa Thu năm 1956. Đến tháng 10 năm đó, nó thực hiện chuyến đi đến vùng biển Đông Đại Tây Dương tiến hành các cuộc tập trận chống tàu ngầm trong khối NATO và viếng thăm hữu nghị các cảng thuộc các nước Đồng Minh. Trong khi chiếc tàu sân bay đang viếng thăm Rotterdam, vụ Khủng hoảng kênh đào Suez nổ ra tại khu vực Đông Địa Trung Hải. Vì vậy Antietam buộc phải rút ngắn chuyến viếng thăm Hà Lan và hướng đến khu vực xung đột nhằm tăng cường cho lực lượng của Đệ Lục hạm đội trong nhiệm vụ di tản công dân Hoa Kỳ khỏi Alexandria, Ai Cập. Sau khi kết thúc sứ mạng này, nó tiến hành các cuộc tập trận huấn luyện chống tàu ngầm cùng với các sĩ quan hải quân Ý trên tàu, trước khi quay trở về Quonset Point ngày 22 tháng 12 năm 1956.

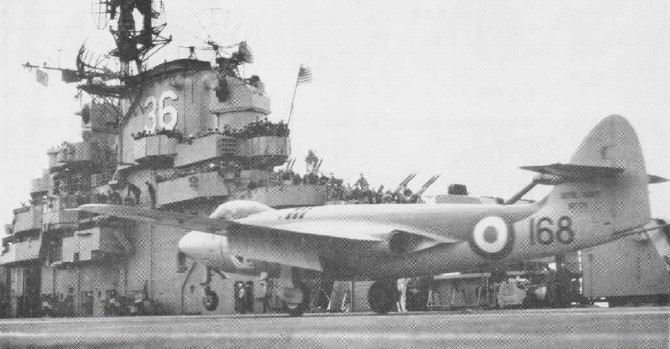
Một chiếc Sea Hawk của Hải quân Hoàng gia Anh trên chiếc Antietam năm 1953

Sau khi tiếp tục các hoạt động thường xuyên ngoài khơi bờ Đông Hoa Kỳ vào đầu năm 1957, Antietam được giao vai trò huấn luyện cùng Căn cứ Huấn luyện Không lực Hải quân ở Pensacola, Florida từ ngày 21 tháng 4 năm 1957. Tuy nhiên, cảng nhà của nó lại được đặt tại Mayport vì những chiếc tàu có mớn nước như nó không thể vào được cảng Pensacola. Trong gần hai năm, chiếc tàu sân bay hoạt động ngoài khơi Mayport huấn luyện các phi công hải quân mới và tiến hành thử nghiệm các thiết bị hàng không mới, đáng kể nhất là hệ thống hạ cánh tự động của hãng Bell vào tháng 8 năm 1958. Nó cũng tham gia các chuyến đi huấn luyện học viên mới của Học viện Hải quân hàng năm mỗi mùa Hè. Đến tháng 1 năm 1959, sau khi hoàn tất việc nạo vét luồng vào Pensacola đủ độ sâu, cảng nhà của Antietam được chuyển từ Mayport đến Pensacola. Trong suốt thời gian còn lại của cuộc đời hoạt động, chiếc tàu sân bay hoạt động tại vùng biển ngoài khơi Pensacola như một tàu huấn luyện không lực hải quân.
Sàn tàu của chiếc Antietam từng phục vụ như là bệ phóng cho chuyến bay khí cầu lên tầng bình lưu của Trung tá Hải quân Malcolm D. Ross và Thiếu tá Hải quân Victor A. Prather, cả hai đều thuộc Hải quân Hoa Kỳ, vào ngày 4 tháng 5 năm 1961. Chuyến bay này thiết lập một kỷ lục thế giới tuyệt đối chính thức (cho đến nay vẫn chưa bị phá) về độ cao của một khí cầu có người lái lên đến 34.668 m (113.740 ft). Chuyến bay này được diễn ra tại vịnh Mexico. Tuy nhiên trong quá trình thu hồi, Thiếu tá Prather bị tụt ra khỏi giá cứu nạn của máy bay trực thăng đến vớt, rơi xuống mặt biển và qua đời do chấn thương bên trên tàu Antietam. Trung tá Ross vẫn được vớt an toàn.
Trong hai dịp, Antietam từng hoạt động cứu trợ nhân đạo cho nạn nhân của các trận cuồng phong. Lần thứ nhất là vào tháng 9 năm 1961 khi nó tức tốc đi đến bờ biển Texas cung cấp hàng cứu trợ và trợ giúp y tế cho nạn nhân của cơn bão Carla. Lần thứ hai diễn ra chỉ một tháng sau đó khi nó chuyên chở vật dụng y tế, bác sĩ, y tá và nhân viên y tế đến Honduras giúp đỡ các nạn nhân của cơn bão Hattie. Nó trải qua bốn năm cuối cùng trong cuộc đời phục vụ của mình tiến hành các hoạt động huấn luyện thường xuyên ngoài khơi Pensacola. Ngày 23 tháng 10 năm 1962, Antietam được con tàu chị em với nó Lexington (CV-16) thay thế trong vai trò tàu huấn luyện không lực hải quân tại Pensacola; bản thân nó được đưa về lực lượng dự bị vào ngày 7 tháng 1 năm 1963. Được giữ lại Philadelphia, Pennsylvania, nó tiếp tục ở trong thành phần dự bị cho đến tháng 5 năm 1973 khi tên của nó được rút khỏi danh sách Đăng bạ Hải quân. Ngày 28 tháng 2 năm 1974, nó được bán cho hãng Union Minerals & Alloys Corp. để được tháo dỡ.

## Phần thưởng
Antietam được tặng thưởng hai Ngôi sao Chiến trận do thành tích phục vụ trong cuộc Chiến tranh Triều Tiên.
|                           |  |  |
|                           |  |  |
| Bronze star · Bronze star |  |  |

| Huân chương Phục vụ Trung Hoa                            | Huân chương Chiến dịch Hoa Kỳ                | Huân chương Chiến dịch Châu Á-Thái Bình Dương với 1 Ngôi sao Chiến trận |
| Huân chương Chiến thắng Thế Chiến II                     | Huân chương Phục vụ Chiếm đóng Hải quân      | Huân chương Phục vụ Phòng vệ Quốc gia                                   |
| Huân chương Phục vụ Triều Tiên với 2 Ngôi sao Chiến trận | Huân chương Liên Hợp Quốc Phục vụ Triều Tiên | Huân chương Phục vụ Chiến tranh Triều Tiên (Hàn Quốc) (truy tặng)       |